# Смешанная сборная Кении по кёрлингу
Смешанная сборная Кении по кёрлингу — смешанная национальная сборная команда (составленная из двух мужчин и двух женщин), представляет Кению на международных соревнованиях по кёрлингу. Управляющей организацией выступает Федерация кёрлинга Кении (англ. Kenya Curling Federation).

## Результаты выступлений

### Чемпионаты мира
| Год     | Место          | И              | В              | П              | Состав (скипы выделены) | Состав (скипы выделены) | Состав (скипы выделены) | Состав (скипы выделены) | Состав (скипы выделены) |
| Год     | Место          | И              | В              | П              | Четвёртый               | Третий                  | Второй                  | Первый                  | Тренер                  |
| ------- | -------------- | -------------- | -------------- | -------------- | ----------------------- | ----------------------- | ----------------------- | ----------------------- | ----------------------- |
| 2015—23 | не участвовали | не участвовали | не участвовали | не участвовали | не участвовали          | не участвовали          | не участвовали          | не участвовали          | не участвовали          |
| 2024    | 39             | 7              | 0              | 7              | Daniel Odhiambo         | Hanan Ali               | Simon Karanja           | Laventer Oguta          |                         |

(источник:)